# Melanocichla
A Melanocichla a madarak (Aves) osztályának verébalakúak (Passeriformes) rendjébe, ezen belül a timáliafélék (Timaliidae) családjába tartozó nem. Egyes szervezetek a Garrulax nembe sorolják ezeket a fajokat is.

## Rendszerezésük
A nemet Richard Bowdler Sharpe angol zoológus írta le 1883-ban, jelenleg az alábbi fajok tartoznak ide:
- fekete álszajkó (Melanocichla lugubris[1] vagy Garrulax lugubris)[2]
- csupaszfejű álszajkó (Melanocichla calva[1] vagy Garrulax calvus)[2]

## Előfordulásuk
Délkelet-Ázsia területén honosak. Természetes élőhelyeik a szubtrópusi és trópusi síkvidéki és hegyi esőerdők. Állandó, nem vonuló fajok.

## Megjelenésük
Testhosszuk 26-27 centiméter körüli.